# Drosophila subbadia
Drosophila subbadia är en tvåvingeart som beskrevs av Patterson och Gordon Mainland 1943. Drosophila subbadia ingår i släktet Drosophila och familjen daggflugor.
Artens utbredningsområde är Mexiko.